# Broder Svensson

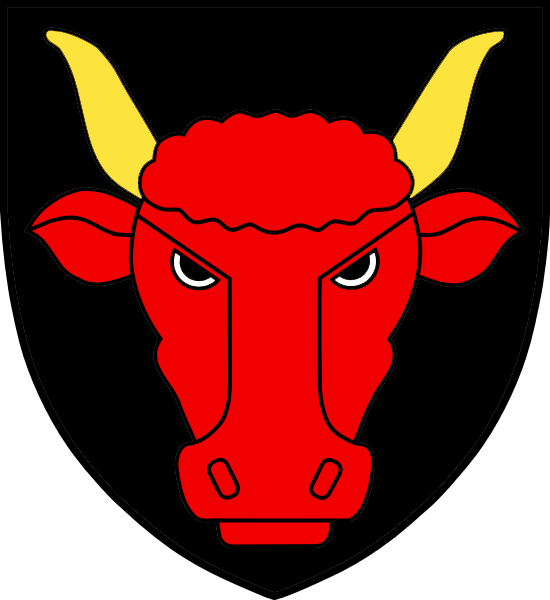

Broder Svensson (Tjurhuvud), död 1436, var en halländsk riddare, son till väpnaren Sven Toresson. 
I början av 1430-talet utrustade han några kapare och deltog i sjökriget mot hansastäderna. Han satt troligen fängslad under lång tid i Lübeck. År 1434 var han dock fri, och fanns som medlem av svenska rådet och var en av undertecknarna av uppsägelsebreven till kung Erik av Pommern. 
Han slöt sig därefter närmast till Engelbrekt och användes av denne bland annat vid belägringen av Varberg. Efter Engelbrekts död råkade han i onåd hos Karl Knutsson, som han anklagade för partiskhet vid utdelningen av förläningarna. Förbittrad över detta lät Karl Knutsson då avrätta honom på Brunkebergstorg i Stockholm.